# Ерік Дежарден
Ерік Дежарден (фр. Éric Desjardins; 14 червня 1969, м. Руен-Норанда, Канада) — канадський хокеїст, захисник.
Виступав за «Гранбі Байсонс» (QMJHL), «Шербрук Канадієнс» (АХЛ), «Монреаль Канадієнс», «Філадельфія Флайєрс».
В чемпіонатах НХЛ — 1143 матчі (136+439), у турнірах Кубка Стенлі — 168 матчів (23+57).
У складі національної збірної Канади учасник зимових Олімпійських ігор 1998 (6 матчів, 0+0), учасник Кубка Канади 1991 (8 матчів, 1+2), учасник Кубка світу 1996 (8 матчів, 1+2). У складі молодіжної збірної Канади учасник чемпіонатів світу 1988 і 1989.
Досягнення
- Володар Кубка Стенлі (1993)
- Володар Кубка Канади (1991)
- Фіналіст Кубка світу (1996)
- Переможець молодіжного чемпіонату світу (1988)
- Учасник матчу всіх зірок НХЛ (1992, 1996, 2000).